# Attribut (héraldique)
Pour les articles homonymes, voir Attribut.
On entend par attribut les manières d'être d'une figure qui la différencient de sa position normale : en disposition et en nombre (voir le chapitre sur les dispositions des meubles) ; en émail et partition (voir le chapitre sur les champs) ; en modification ; et en pièce qui la charge. Les attributs sont blasonnés à la suite de l'énoncé de la pièce, et comprennent toujours au moins l'émail (sauf cas très particulier, où l'émail fait partie de la position, comme dans la moucheture d'hermine ou la fontaine).

## Position, attributs et modifications
La position (d'une figure ou d'un rebattement) correspond aux attributs pris par défaut, quand rien n'est précisé, et qui ne sont donc pas blasonnés. Par exemple, la position d'une tour est d'avoir trois merlons, la position d'un lion est d'être rampant, la position de trois pièces est d'être posées deux et un.
Attribut
On entend par attribut les manières d'être d'une figure qui la différencient de sa position normale : en disposition et en nombre ; en émail et partition ; en modification ; et en pièce qui la charge. Les attributs sont blasonnés à la suite de l'énoncé de la pièce, et comprennent toujours au moins l'émail (sauf cas très particulier, où l'émail fait partie de la position, comme dans la moucheture d'hermine).
Modifications
Les modifications d'une pièce sont un cas particulier d'attribut. Elles peuvent consister à attribuer un émail particulier à une partie, ajouter une partie facultative (girouette sur un toit), indiquer qu'une partie normalement présente fait défaut (animal morné ou décapité), ou indiquer un nombre de pièces différent du nombre par défaut (« tour crénelée de quatre pièces », pour modifier le nombre de merlons).
Les attributs de modification peuvent être spécifique à un meuble particulier (l'empennage d'une flèche). Ils sont le plus souvent commun à toute une classe d'objets (tous les animaux à griffe peuvent être armés). Dans ce cas, sauf exception, chaque objet de la classe hérite de tous les attributs correspondants (tous les quadrupèdes peuvent potentiellement être marinés, même si aucun écureuil ne l'a jamais été).
Les modifications se blasonnent par un participe passé, sur un verbe décrivant l'ajout (ou le dessin) de la partie correspondante. Ce verbe est le plus souvent propre au langage héraldique : archaïque, ou néologisme forgé sur le nom de la partie. Un verbe décrivant l'ajout ou la modification d'une partie peut toujours être utilisé pour indiquer une modification d'émail (et cette partie est alors dotée d'une ligne séparatrice, si elle n'en avait pas).
Les modifications entrent dans deux grandes catégories : les modifications géométriques, qui affectent les lignes séparatrices ou les extrémités des séparations ou pièces (voir le chapitre sur les attributs géométriques), et les modifications des meubles.
Quand la modification consiste à rajouter un meuble secondaire, ou à rajouter un détail facultatif, elle est blasonnée avant la pièce si le détail est de même émail (aigle couronnée d'or, tour girouettée d'argent), après sinon (aigle d'argent couronnée d'or, tour d'argent girouettée d'or).

## Attributs des animaux
Quand telle ou telle partie du corps est d'un émail différent, il est dit ailé (ailes), allumé (œil), denté (dents), armé (griffes ou ongles)…
Un animal (réel ou imaginaire) peut être engoulant (c’est-à-dire engloutissant) une pièce secondaire.
L'animal peut être transformé en créature imaginaire en étant mariné (avec une queue de poisson), dragonné (queue se terminant en queue de dragon, avec un dard), ailé, monstrueux (avec une tête humaine)…
Il est couronné ou diadémé quand il porte couronne ou diadème, colleté quand il porte un collier (comme le chien), enmuselé quand il a une muselière, clariné quand il porte une clochette (comme le mouton ou la vache).
Il est morné quand il est représenté sans langue ni dents ni griffes, désarmé sans griffes. Il est couard quand sa queue est entre ses jambes. Il est éviré quand il est représenté sans sexe défini, vilené quant au contraire le sexe est représenté d'un émail différent.
Uniquement la tête de face = rencontre. « De gueules à trois rencontres de léopard d’or, qui est de Dalmatie ».
Attitude
L'attitude d'un quadrupède dépend généralement du nombre de pattes figurées posées sur le sol, de la position du tronc et de la tête. Les principales attitudes sont passant et rampant. Normalement représenté regardant à dextre, c’est-à-dire dans le sens de la marche quand l'écu est tenu au bras gauche. Il est dit «contourné» sinon. Quand seule la tête est retournée vers l'arrière, il est dit regardant.
L'animal rampant est représenté posé sur une seule de ses pattes arrière, les trois autres membres projetés vers l'avant, et le tronc et la têtes verticaux. Dans le cas du chat et du taureau, on dit effarouché pour désigner cette attitude.
Représenté dressé, les deux pattes arrière posées sur le sol, il est sautant (quand le corps est en déséquilibre avant), ou effrayé (quand le corps est nettement à l'aplomb des pattes). En parlant du cheval, on dit cabré au lieu de effrayé, un taureau est furieux.
Les deux pattes arrière sur le sol, et le tronc à l'horizontale, il est courant quand il est représenté au galop (en parlant du cerf, on le dit élancé pour désigner cette attitude). Il est passant quand une patte est levée, et arrêté ou posé quand les deux pattes avant sont posées droites.
Quand l'arrière-train est posé sur le sol, le tronc étant dressé, il est accroupi quand les pattes avant sont levées, et assis quand elles sont également posées au sol.
Quand le tronc est allongé, l'animal est couché quand la tête reste redressée (ou gisant, parlant du cerf), et dormant quand elle est également posée sur le sol.
Marques infamantes
- Vilené : Le sexe d'une couleur différente peut être une marque d'infamie : viol, adultère... ;
- Couard : la queue entre les jambes, ce qui n'est pas glorieux...
- Contourné : les animaux des blasons regardent normalement à dextre ; c'est-à-dire qu'ils affrontent du regard leur adversaire. Orienté vers sénestre (contourné), celui-ci est-il en fuite ? Ce n'est pas une position valorisante.
- Diffamé : l'animal n'a pas de queue, ce qui lui attire des quolibets.

Les blasons portant des marques infamantes sont rares, tout simplement parce que leurs possesseurs peu enclins à s'afficher avec les images peu glorieuses de tares personnelles ou héritées, s'empressaient de se créer un nouveau blason (dit « de substitution »).

## Dispositions en nombre
La troisième règle du blason veut que les meubles répétés en nombre aient les mêmes attributs (en dehors de la disposition).
Les dispositions naturelles ne se blasonnent en principe pas, mais peuvent être précisées s'il y a doute.
Les pièces en nombre sont généralement groupées de manière régulière, en lignes ou en quinconce, en respectant la forme générale de l'écu : globalement rectangulaire et plus haut que large, ou en triangle la pointe en bas. Quand ces pièces chargent une pièce honorable, elles sont normalement alignée suivant l'axe naturel de cette pièce.
On blasonne les dispositions particulières suivant le nom de la pièces honorables de même dessin (en pal, en fasque, en bande, en barre, en croix, en chevron, en pairle, en sautoir…), ou en indiquant de haut en bas combien chaque ligne reçoit de pièce (« posées trois, deux un »).
Deux pièces sont normalement disposées côte à côte (en fasque) si elles sont plus larges que hautes, superposées (en pal) dans le cas contraire.
Trois pièces sont normalement « posées deux, un », sauf si elles sont très larges ou très hautes.
Ainsi, dans le « France moderne » (d'azur à trois fleurs de lys d'or), les meubles sont posés deux, un ; en revanche, dans les chefs « de France », ils sont alignés dans l'axe du chef, sans qu'il soit besoin de rien préciser dans un cas comme dans l'autre.

## Modifications de traits de partition
Les formes particulières de traits (échancré, potencé, …) peuvent remplacer n'importe quel trait droit figurant sur l'écu (à l'exclusion de la bordure de l'écu lui-même). Elles s'appliquent à des bordures de pièces (fasce, pal, …) ou à des bordures de partition (coupé, fascé, …).
Quand une pièce honorable longiligne est dite de deux émaux, elle est considérée comme implicitement divisée par un trait de partition dans le sens de la longueur. Si ce trait de partition présente un motif, ce motif peut s'étendre sur toute la largeur de la pièce : «D'argent à la fasce ondée de gueules et d'or».
Quand la bordure d'une pièce longiligne est modifiée, les deux bords sont affectés en même temps (sauf pour le crénelé). Dans le cas général, les motifs sont en phase, les pointes et les creux étant alignés. Quand ils sont au contraire en alternance de phase, on parle de contre - motif : «D'argent à la fasce contre échancrée de gueules».
Certains motifs sont suffisamment simples (ondé, denté…) pour que l'on puisse considérer que la pièce est affectée dans son ensemble. C'est le cas de pièces longilignes étroites (ou rebattues), quand l'épaisseur de la pièce devient inférieur au pas du motif. Dans ce cas, les pointes d'un bord font face aux creux de l'autre: « D'argent à la fasce ondée de gueules» .